# Mario Fiandri
Mario Fiandri (Arborea, 8 dicembre 1947) è un vescovo cattolico italiano, dal 10 febbraio 2009 vicario apostolico di El Petén.

## Biografia
È nato ad Arborea, in provincia ed arcidiocesi di Oristano, l'8 dicembre 1947.

### Formazione e ministero sacerdotale
Entrato nella Società salesiana di San Giovanni Bosco, ha emesso la prima professione il 10 dicembre 1963 e la professione perpetua il 13 agosto 1969. Tra il 1966 e il 1969 ha frequentato il Pontificio Ateneo Salesiano, conseguendovi la licenza in filosofia.
Il 10 agosto 1974 è stato ordinato presbitero ad Arborea.
Inviato come missionario in America centrale, ha ricoperti diversi incarichi nell'Ispettoria salesiana del Centro America: è stato consigliere scolastico presso l'Istituto Filosofico Salesiano del Guatemala, vicario e poi direttore del Centro Giovanile "Don Bosco" di Managua, in Nicaragua, direttore e vicario presso la parrocchia della Divina Providencia, a Città del Guatemala, parroco del Santuario Don Bosco, direttore della comunità dell'Istituto Teologico Salesiano, e infine, preside scolastico del teologato salesiano di Guatemala dove è stato anche professore di Sacra Scrittura.
Tra il 1994 e il 1996 ha conseguito la licenza in Sacra Scrittura presso il Pontificio Istituto Biblico di Roma.

### Ministero episcopale
Il 10 febbraio 2009 papa Benedetto XVI lo ha nominato vicario apostolico di El Petén e vescovo titolare di Madarsuma; è succeduto a Óscar Julio Vian Morales, precedentemente nominato arcivescovo metropolita di Los Altos, Quetzaltenango-Totonicapán. Il 21 marzo successivo ha ricevuto l'ordinazione episcopale, nell'atrio della cattedrale di Nostra Signora dei Rimedi e San Paolo Itzá a Flores, dal cardinale Rodolfo Quezada Toruño, co-consacranti il cardinale Óscar Rodríguez Maradiaga e l'arcivescovo Óscar Julio Vian Morales, entrambi salesiani. Durante la stessa celebrazione ha preso possesso del vicariato apostolico.

## Genealogia episcopale
La genealogia episcopale è:
- Cardinale Scipione Rebiba
- Cardinale Giulio Antonio Santori
- Cardinale Girolamo Bernerio, O.P.
- Arcivescovo Galeazzo Sanvitale
- Cardinale Ludovico Ludovisi
- Cardinale Luigi Caetani
- Cardinale Ulderico Carpegna
- Cardinale Paluzzo Paluzzi Altieri degli Albertoni
- Papa Benedetto XIII
- Papa Benedetto XIV
- Papa Clemente XIII
- Cardinale Marcantonio Colonna
- Cardinale Giacinto Sigismondo Gerdil, B.
- Cardinale Giulio Maria della Somaglia
- Cardinale Carlo Odescalchi, S.I.
- Cardinale Costantino Patrizi Naro
- Cardinale Lucido Maria Parocchi
- Papa Pio X
- Cardinale Gaetano De Lai
- Cardinale Raffaele Carlo Rossi, O.C.D.
- Cardinale Amleto Giovanni Cicognani
- Arcivescovo Girolamo Prigione
- Cardinale Rodolfo Quezada Toruño
- Vescovo Mario Fiandri, S.D.B.